# Simone Bastoni
Simone Bastoni (La Spezia, Liguria, Italia; 5 de noviembre de 1996) es un futbolista italiano. Juega de lateral izquierdo y su equipo actual es el Cesena FC de la Serie B, a préstamo desde el Spezia.

## Trayectoria
Formado en las inferiores del Spezia, club de su ciudad natal, Bastoni fue promovido al primer equipo en la temporada 2013-14 y en sus primeros años en el club fue cedido a clubes de la Serie C.
Debutó por la Spezia Calcio el 27 de octubre de 2018 en el empate sin goles ante el Calcio Padova por la Serie B.

## Selección nacional
Bastoni fue internacional juvenil por Italia.

## Estadísticas
Actualizado al último partido disputado el 1 de octubre de 2023
| Club               | Div.          | Temporada     | Liga  | Liga  | Copas nacionales | Copas nacionales | Copas internacionales | Copas internacionales | Total | Total |
| Club               | Div.          | Temporada     | Part. | Goles | Part.            | Goles            | Part.                 | Goles                 | Part. | Goles |
| ------------------ | ------------- | ------------- | ----- | ----- | ---------------- | ---------------- | --------------------- | --------------------- | ----- | ----- |
| Siena · Italia     | 3.ª           | 2015-16       | 19    | 3     | 0                | 0                | —                     | —                     | 19    | 3     |
| Siena · Italia     | Total club    | Total club    | 19    | 3     | 0                | 0                | 0                     | 0                     | 19    | 3     |
| Carrarese · Italia | 3.ª           | 2016-17       | 32    | 4     | 0                | 0                | —                     | —                     | 32    | 4     |
| Carrarese · Italia | Total club    | Total club    | 32    | 4     | 0                | 0                | 0                     | 0                     | 32    | 4     |
| Trapani · Italia   | 3.ª           | 2017-18       | 27    | 1     | 0                | 0                | —                     | —                     | 27    | 1     |
| Trapani · Italia   | Total club    | Total club    | 27    | 1     | 0                | 0                | 0                     | 0                     | 27    | 1     |
| Spezia · Italia    | 2.ª           | 2018-19       | 3     | 0     | 1                | 0                | —                     | —                     | 4     | 0     |
| Novara · Italia    | 3.ª           | 2018-19       | 16    | 0     | 0                | 0                | —                     | —                     | 16    | 0     |
| Novara · Italia    | Total club    | Total club    | 16    | 0     | 0                | 0                | 0                     | 0                     | 16    | 0     |
| Spezia · Italia    | 2.ª           | 2019-20       | 9     | 0     | 1                | 0                | —                     | —                     | 10    | 0     |
| Spezia · Italia    | 1.ª           | 2020-21       | 17    | 1     | 1                | 0                | —                     | —                     | 18    | 1     |
| Spezia · Italia    | 1.ª           | 2021-22       | 31    | 3     | 1                | 0                | —                     | —                     | 32    | 3     |
| Spezia · Italia    | 1.ª           | 2022-23       | 19    | 2     | 1                | 0                | —                     | —                     | 29    | 2     |
| Spezia · Italia    | 2.ª           | 2023-24       | 0     | 0     | 1                | 0                | —                     | —                     | 1     | 0     |
| Spezia · Italia    | Total club    | Total club    | 79    | 6     | 6                | 0                | 0                     | 0                     | 85    | 6     |
| Empoli · Italia    | 1.ª           | 2023-24       | 2     | 0     | 0                | 0                | —                     | —                     | 1     | 0     |
| Empoli · Italia    | Total club    | Total club    | 2     | 0     | 0                | 0                | 0                     | 0                     | 1     | 0     |
| Total carrera      | Total carrera | Total carrera | 175   | 14    | 6                | 0                | 0                     | 0                     | 181   | 14    |